# Le Lecteur de journal dans le jardin familial
Le Lecteur de journaux dans le jardin familial (ou La lecture du matin) est une peinture de  Carl Spitzweg, exposé au Musée Pfalzgalerie (de) de Kaiserslautern. Le tableau a été peint entre 1845 et 1858. La signature de Carl Spitzweg, un S dans un losange, se trouve au premier plan à droite dans le muret.

## Source de la traduction
- (de) Cet article est partiellement ou en totalité issu de l’article de Wikipédia en allemand intitulé « Zeitungsleser im Hausgärtchen) » (voir la liste des auteurs).